# Joan Almirall i Forasté
Joan Almirall i Forasté (Barcelona, 1855 - Barcelona, 1927) va ésser un industrial paperer, editor i escriptor.
A la mort del seu pare, Joan Almirall i Llucià, va dirigir la fàbrica de paper que posseïa la família en el terme de La Torre de Claramunt. A més a més dels seus negocis relacionats amb el paper, portà a terme una notable activitat política, cultural i literària, a la vegada que mantingué una gran amistat amb personalitats com ara Pere Aldavert i Martorell, Francesc Matheu, Bonaventura Bassegoda, Antoni Rubió i Lluch i, sobretot, Àngel Guimerà, a qui edità diversos llibres.
Com a periodista, col·laborà a La Renaixença i La Llumanera de Nova York i, entre aquesta classe de treballs, són significatius, pel seu caràcter irònic, els signats amb el pseudònim L'Andalús del Clot.
La seua afició pel teatre, unida a l'afany col·leccionista, el portà a reunir una col·lecció de més de 5.000 peces escèniques en llengua catalana (avui són a la Biblioteca de Catalunya). A banda de reunir altres col·leccions, també redactà una Bibliografia literària del segle xix i fou membre de la junta directiva de l'Ateneu Barcelonès.
Respecte a la llengua catalana, participà en el moviment dels Jocs Florals, va ser un dels corresponsals de Mossèn Alcover i es va adherir al I Congrés Internacional de la Llengua Catalana (1906).
També va formar part del grup de socis del Centre Català que l'any 1887 fundà la Lliga de Catalunya. Hi ocupà càrrecs directius i signà el Missatge a la Reina Regent (1888).
Integrat a la Unió Catalanista, fou escollit delegat per acudir a les Assemblees de Manresa (1892), Reus (1893), Balaguer (1894), Olot (1895), Girona (1897), Terrassa (1901) i Barcelona (1904). Constituïda la Lliga Regionalista, en compartí els mateixos principis polítics.